# Paul Holmes (cầu thủ bóng đá)
Paul Holmes (18 tháng 2 năm 1968  –  tháng 5 năm 2024) là một cầu thủ bóng đá người Anh thi đấu ở vị trí hậu vệ phải có hơn 400 lần ra sân ở Football League và Premier League, thi đấu cho Doncaster Rovers, Torquay United, Birmingham City, Everton và West Bromwich Albion. Ông là con trai của Albert Holmes, chơi bóng cho Chesterfield.
Ông qua đời ở tuổi 56 vào tháng 5 năm 2024, sau khi được chẩn đoán mắc bệnh ung thư vào năm 2023.